# Colobothea bilineata
Colobothea bilineata là một loài bọ cánh cứng trong họ Cerambycidae.